# Flughafen Ouarzazate

i7
i11
i13
Der Flughafen Ouarzazate (IATA-Code: OZZ, ICAO-Code: GMMZ) ist ein ziviler Flughafen in Marokko. Er liegt zwei Kilometer von der Stadt Ouarzazate entfernt. Im Jahr 2007 wurde der Flughafen von 3056 Maschinen angesteuert, dabei wurden 31,39 Tonnen Fracht und 103.561 Passagiere bewegt.